# Jüdischer Friedhof (Hörnsheim)

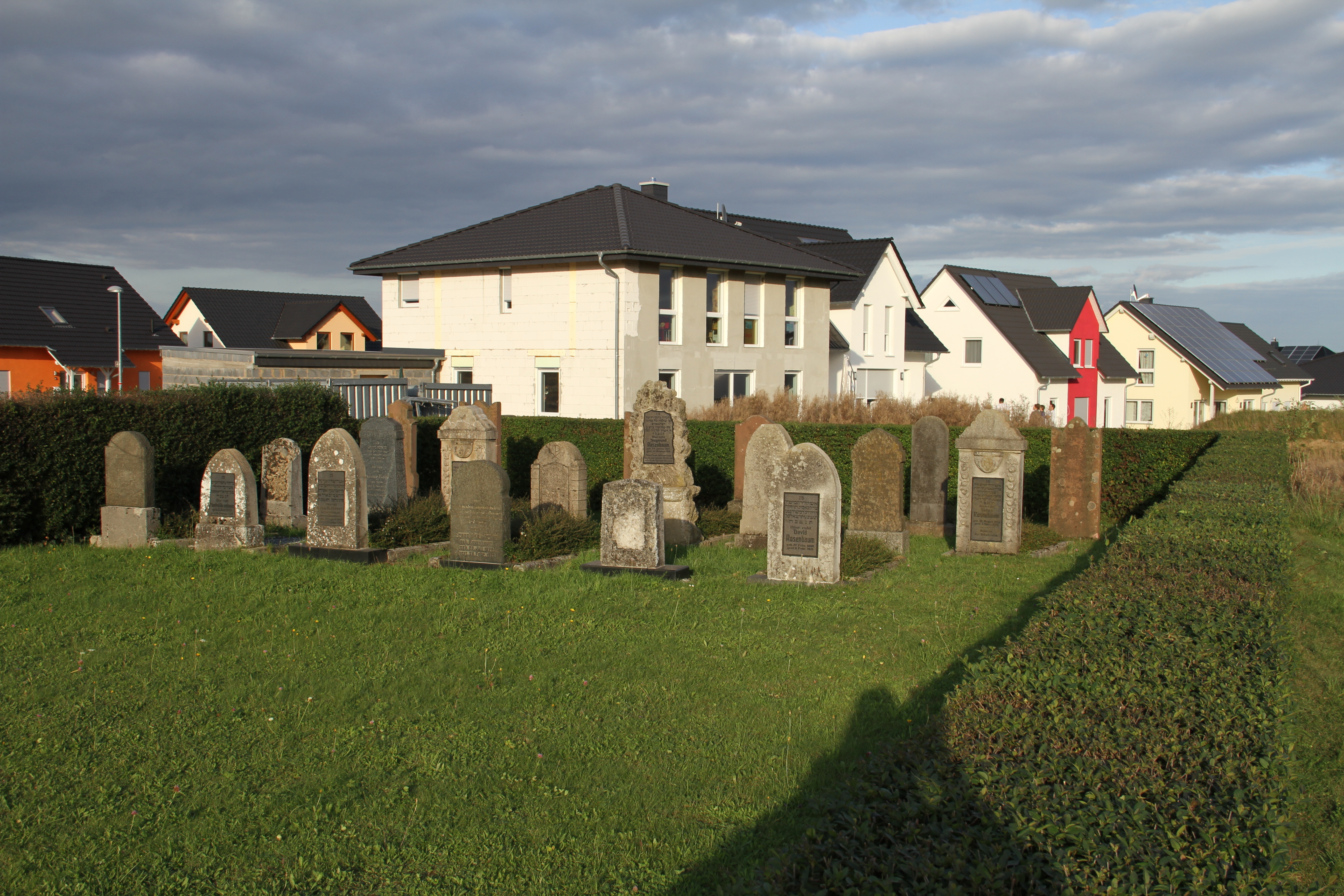
Jüdischer Friedhof in Hörnsheim

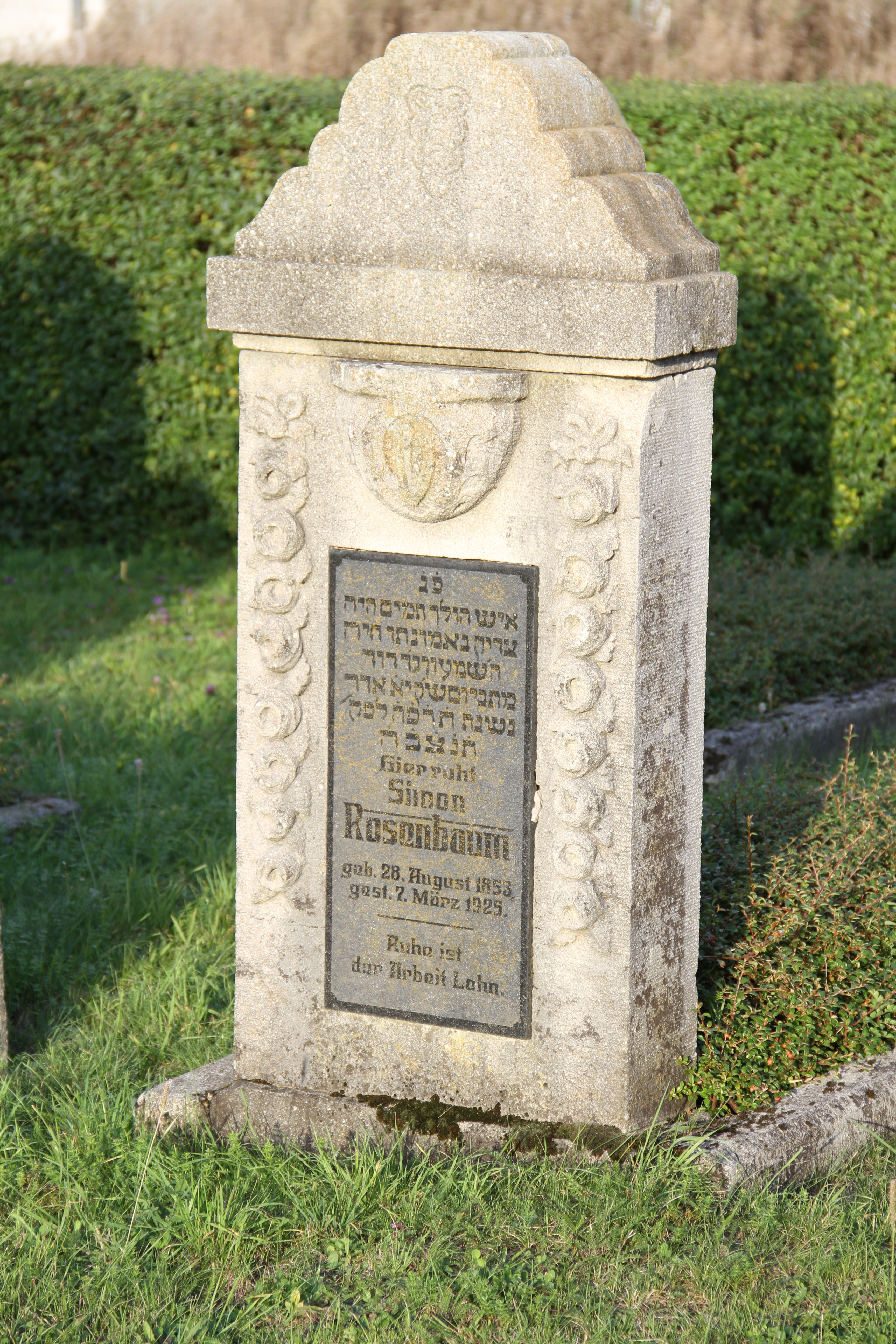
Grabstein für Simon Rosenbaum

Der Jüdische Friedhof in Hörnsheim, einem Ortsteil der Gemeinde Hüttenberg im Lahn-Dill-Kreis (Hessen), wurde in der Mitte des 19. Jahrhunderts angelegt. Der jüdische Friedhof liegt nördlich von Hüttenberg, etwa 100 Meter nördlich des neuen Friedhofes, bzw. westlich von Hörnsheim.

## Geschichte
Der jüdische Friedhof in Hörnsheim wurde Ende der 1870er Jahre angelegt. Auf dem 4,37 ar großen Friedhof befinden sich nur noch wenige Grabsteinsockel und 20 Grabsteine (Mazewot). Um den Friedhof herum wurde inzwischen ein Neubaugebiet errichtet. 